# ملعب صلاح الدين
ملعب صلاح الدين هو ملعب كرة قدم يقع في محافظة صلاح الدين ويتسع لأكثر من 30 الف متفرج. الملعب قيد الإنشاء.

## المشروع
وقع عقد بناء الملعب مع شركة ايطالية عام 2013 وكان الموقع في مدينة تكريت وبعد سقوط تكريت بيد داعش توقف العمل بالمشروع، وجرت بعد ذلك عدة محاولات لنقل الملعب إلى منطقه آمنه، فنقل الموقع في عام 2018 إلى أطراف منطقة الديوم في قضاء العلم. ووضع حجر الاساس للمشروع في يوم 25 نيسان 2018.
يتكون المشروع من عدة فقرات، فالملعب الرئيسي بسعة 30 الف متفرج، ويوجد ملعبين للتدريب بسعة 2000 متفرج والاخر بسعة 500 متفرج، ومن ضمنهم مضمار للجري وفندق 4 نجوم سعة 75 غرفة وموقف للسيارات يتسع 3000 سيارة. نسبة الإنجاز الكلية للمشروع حوالي 48% حتى الآن والعمل مستمر.